# Seznam hokejistů draftovaných týmem New York Rangers

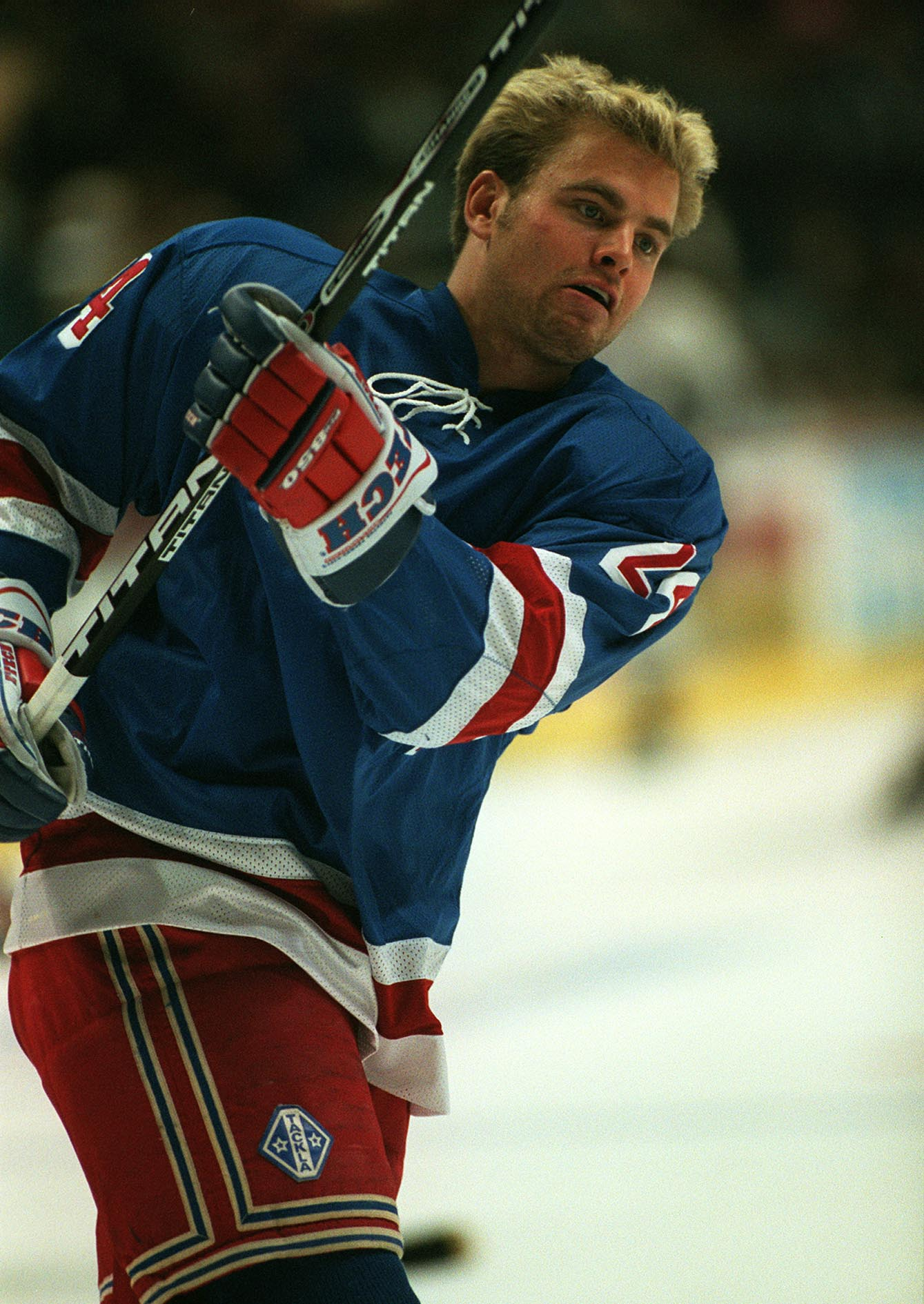
Niklas Sundström byl draftován z 8. místa v roce 1993.

Toto je kompletní seznam hokejistů, kteří byli draftováni v NHL do týmu New York Rangers. To zahrnuje každého hráče, který byl draftován, bez ohledu na to, zda hrál za tým.

## Draft 1. kola

### Historie prvního kola
| †  | Hráč který byl vybrán do hokejové síně slávy                      | Hráč který byl vybrán do hokejové síně slávy                      | Hráč který byl vybrán do hokejové síně slávy                      |
| *  | Draftován z 1. místa                                              | Draftován z 1. místa                                              | Draftován z 1. místa                                              |
| ≠  | Hráč který neodehrál žádný zápas v NHL                            | Hráč který neodehrál žádný zápas v NHL                            | Hráč který neodehrál žádný zápas v NHL                            |
| *≠ | Hráč který byl draftován z 1. místa a neodehrál žádný zápas v NHL | Hráč který byl draftován z 1. místa a neodehrál žádný zápas v NHL | Hráč který byl draftován z 1. místa a neodehrál žádný zápas v NHL |

| Rok  | Místo | Hráč              | Pozice       | Stát    | Předchozí tým (liga)              |
| ---- | ----- | ----------------- | ------------ | ------- | --------------------------------- |
| 1963 | 4     | Al Osborne≠       | Pravé křídlo | Kanada  | Weston Junior B                   |
| 1964 | 3     | Bob Graham≠       | Obránce      | Kanada  | Toronto Marlboro Midgets          |
| 1965 | 1*    | Andre Veilleux≠   | Pravé křídlo | Kanada  | Montreal Junior B                 |
| 1966 | 2     | Brad Park         | Obránce      | Kanada  | Toronto Marlboros (OHA)           |
| 1967 | 6     | Bob Dickson≠      | Levé křídlo  | Kanada  | Chatham Junior B                  |
| 1968 | Nikdo | Nikdo             | Nikdo        | Nikdo   | Nikdo                             |
| 1969 | 8     | Andre Dupont      | Obránce      | Kanada  | Montreal Junior Canadiens (OHA)   |
| 1970 | 11    | Norm Gratton      | Pravé křídlo | Kanada  | Montreal Junior Canadiens (OHA)   |
| 1971 | 10    | Steve Vickers     | Levé křídlo  | Kanada  | Toronto Marlboros (OHA)           |
| 1971 | 13    | Steve Durbano     | Obránce      | Kanada  | Toronto Marlboros (OHA)           |
| 1972 | 10    | Al Blanchard≠     | Pravé křídlo | Kanada  | Kitchener Rangers (OHA)           |
| 1972 | 15    | Bob MacMillan     | Centr        | Kanada  | St. Catharines Black Hawks (OHA)  |
| 1973 | 14    | Rick Middleton    | Pravé křídlo | Kanada  | Oshawa Generals (OHA)             |
| 1974 | 14    | Dave Maloney      | Obránce      | Kanada  | Kitchener Rangers (OHA)           |
| 1975 | 12    | Wayne Dillon      | Centr        | Kanada  | Toronto Toros (WHA)               |
| 1976 | 6     | Don Murdoch       | Pravé křídlo | Kanada  | Medicine Hat Tigers (WCHL)        |
| 1977 | 8     | Lucien DeBlois    | Pravé křídlo | Kanada  | Sorel Black Hawks (QMJHL)         |
| 1977 | 13    | Ron Duguay        | Centr        | Kanada  | Sudbury Wolves (OHA)              |
| 1978 | Nikdo | Nikdo             | Nikdo        | Nikdo   | Nikdo                             |
| 1979 | 13    | Doug Sulliman     | Levé křídlo  | Kanada  | Kitchener Rangers (OHA)           |
| 1980 | 14    | Jim Malone≠       | Centr        | Kanada  | Toronto Marlboros (OHA)           |
| 1981 | 9     | James Patrick     | Obránce      | Kanada  | Prince Albert Saints (SJHL)       |
| 1982 | 15    | Chris Kontos      | Levé křídlo  | Kanada  | Toronto Marlboros (OHL)           |
| 1983 | 12    | Dave Gagner       | Centr        | Kanada  | Brantford Alexanders (OHL)        |
| 1984 | 14    | Terry Carkner     | Obránce      | Kanada  | Peterborough Petes (OHL)          |
| 1985 | 7     | Ulf Dahlén        | Pravé křídlo | Švédsko | Östersunds IK (Division 1)        |
| 1986 | 9     | Brian Leetch†     | Obránce      | USA     | Avon Old Farms H.S. (Conn.)       |
| 1987 | 10    | Jayson More       | Obránce      | Kanada  | New Westminster Bruins (WHL)      |
| 1988 | Nikdo | Nikdo             | Nikdo        | Nikdo   | Nikdo                             |
| 1989 | 20    | Steven Rice       | Pravé křídlo | Kanada  | Kitchener Rangers (OHL)           |
| 1990 | 13    | Michael Stewart≠  | Obránce      | Kanada  | Michigan State University (CCHA)  |
| 1991 | 15    | Alexej Kovaljov   | Pravé křídlo | SSSR    | HC Dynamo Moskva (Sovětská liga)  |
| 1992 | 24    | Peter Ferraro     | Pravé křídlo | USA     | Waterloo Black Hawks (USHL)       |
| 1993 | 8     | Niklas Sundström  | Pravé křídlo | Švédsko | MODO Hockey (Elitserien)          |
| 1994 | 26    | Dan Cloutier      | Brankář      | Kanada  | Sault Ste. Marie Greyhounds (OHL) |
| 1995 | Nikdo | Nikdo             | Nikdo        | Nikdo   | Nikdo                             |
| 1996 | 22    | Jeff Brown≠       | Obránce      | Kanada  | Sarnia Sting (OHL)                |
| 1997 | 19    | Stefan Cherneski≠ | Pravé křídlo | Kanada  | Brandon Wheat Kings (WHL)         |
| 1998 | 7     | Manny Malhotra    | Centr        | Kanada  | Guelph Storm (OHL)                |
| 1999 | 13    | Pavel Brendl      | Pravé křídlo | Česko   | Calgary Hitmen (WHL)              |
| 1999 | 9     | Jamie Lundmark    | Centr        | Kanada  | Moose Jaw Warriors (WHL)          |
| 2000 | Nikdo | Nikdo             | Nikdo        | Nikdo   | Nikdo                             |
| 2001 | 10    | Dan Blackburn     | Brankář      | Kanada  | Kootenay Ice (WHL)                |
| 2002 | Nikdo | Nikdo             | Nikdo        | Nikdo   | Nikdo                             |
| 2003 | 12    | Hugh Jessiman     | Pravé křídlo | USA     | Dartmouth College (ECAC)          |
| 2004 | 6     | Al Montoya        | Brankář      | USA     | University of Michigan (CCHA)     |
| 2004 | 19    | Lauri Korpikoski  | Levé křídlo  | Finsko  | TPS Turku (SM-liiga-20)           |
| 2005 | 12    | Marc Staal        | Obránce      | Kanada  | Sudbury Wolves (OHL)              |
| 2006 | 21    | Bob Sanguinetti   | Obránce      | USA     | Owen Sound Attack (OHL)           |
| 2007 | 17    | Alexej Čerepanov≠ | Pravé křídlo | Rusko   | Avangard Omsk (Superliga)         |
| 2008 | 20    | Michael Del Zotto | Obránce      | Kanada  | Oshawa Generals (OHL)             |
| 2009 | 19    | Chris Kreider     | Centr        | USA     | Andover H.S. (Mass.)              |
| 2010 | 10    | Dylan McIlrath≠   | Obránce      | Kanada  | Moose Jaw Warriors (WHL)          |
| 2011 | 15    | J.T. Miller       | Levé křídlo  | USA     | USNTDP (USHL)                     |
| 2012 | 28    | Brady Skjei≠      | Obránce      | USA     | USNTDP (USHL)                     |

### Celkový výběr

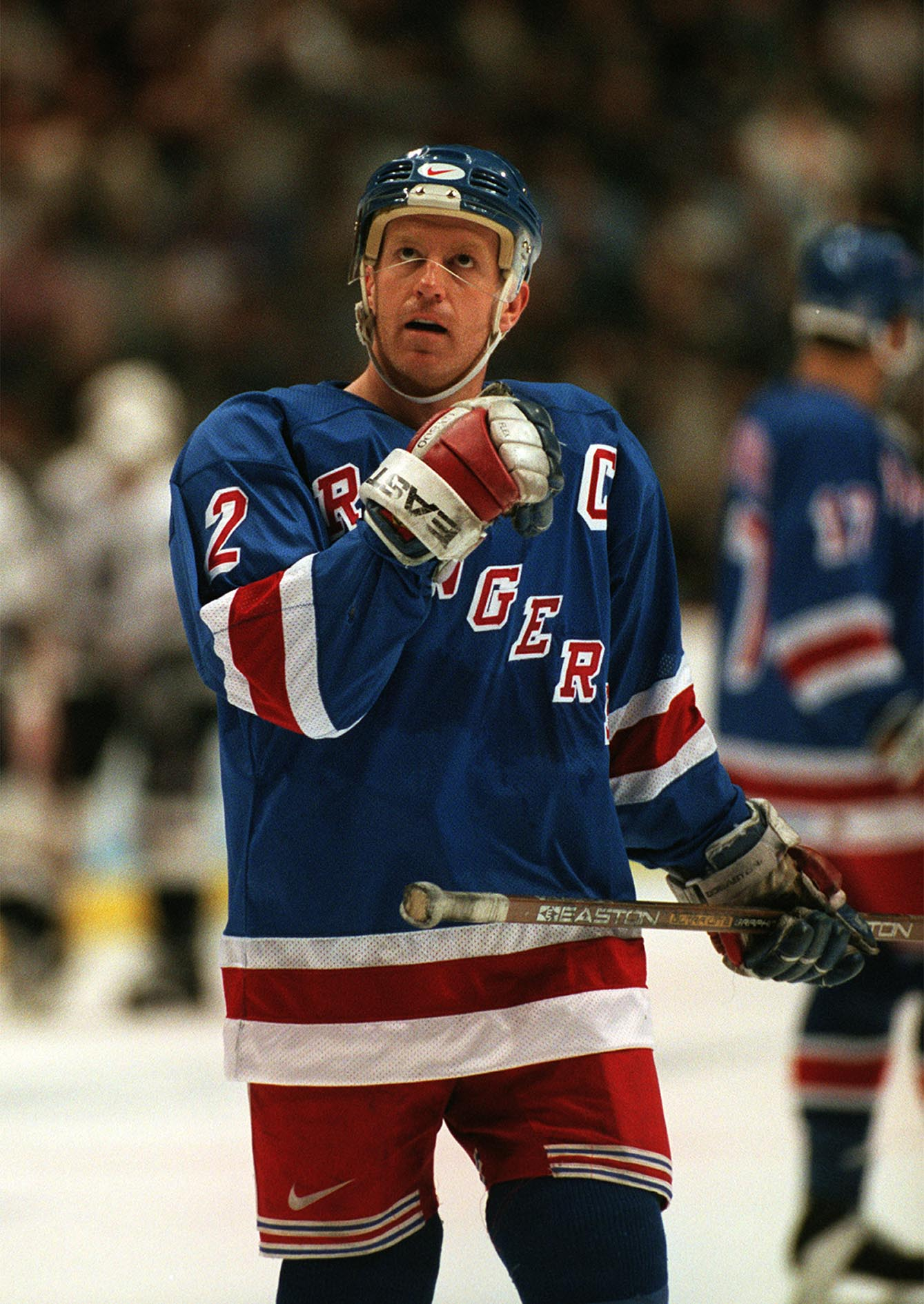
Brian Leetch byl draftován z 9. místa v roce 1986.

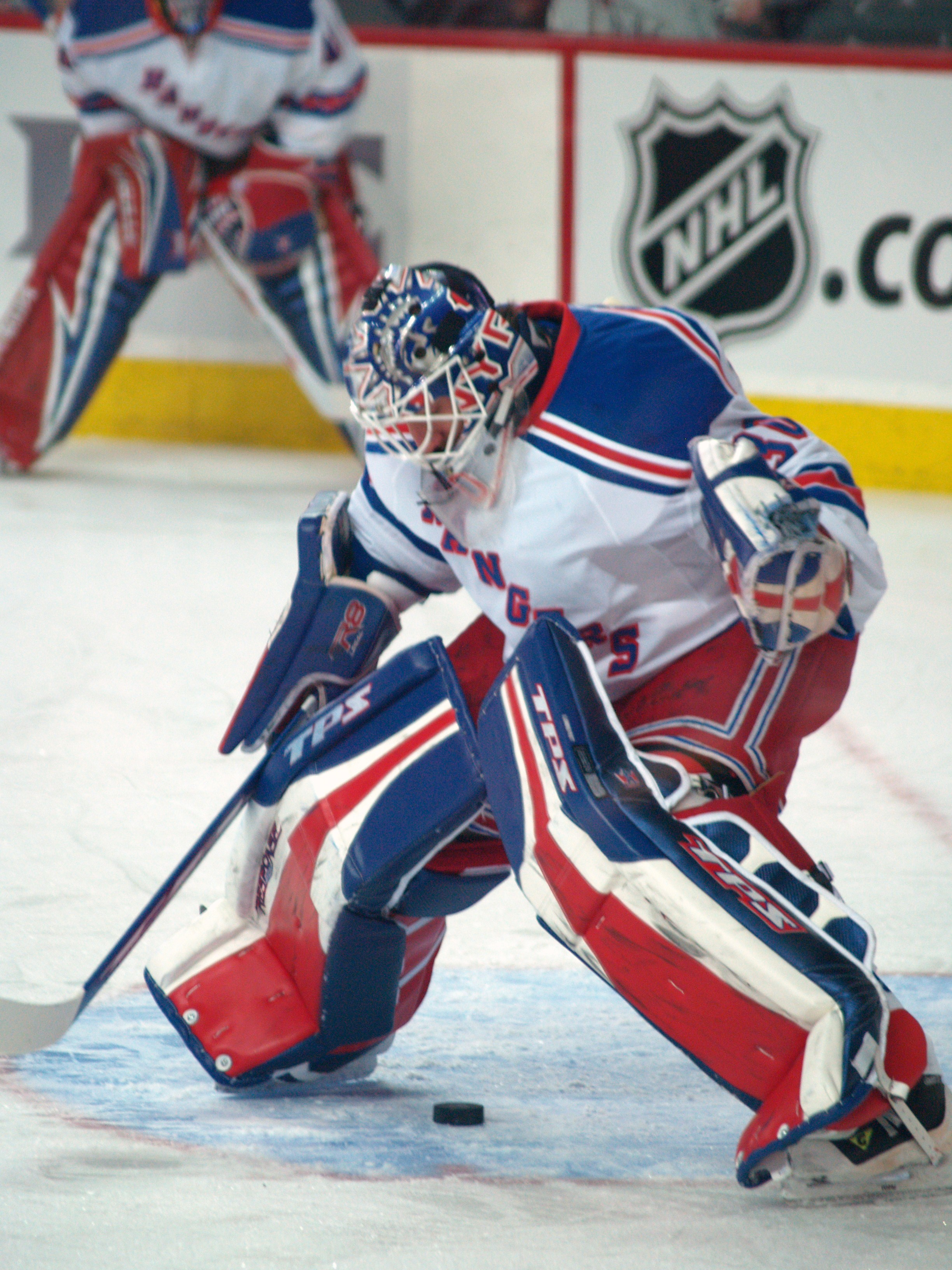
Henrik Lundqvist byl draftován z 205. místa v roce 2000.

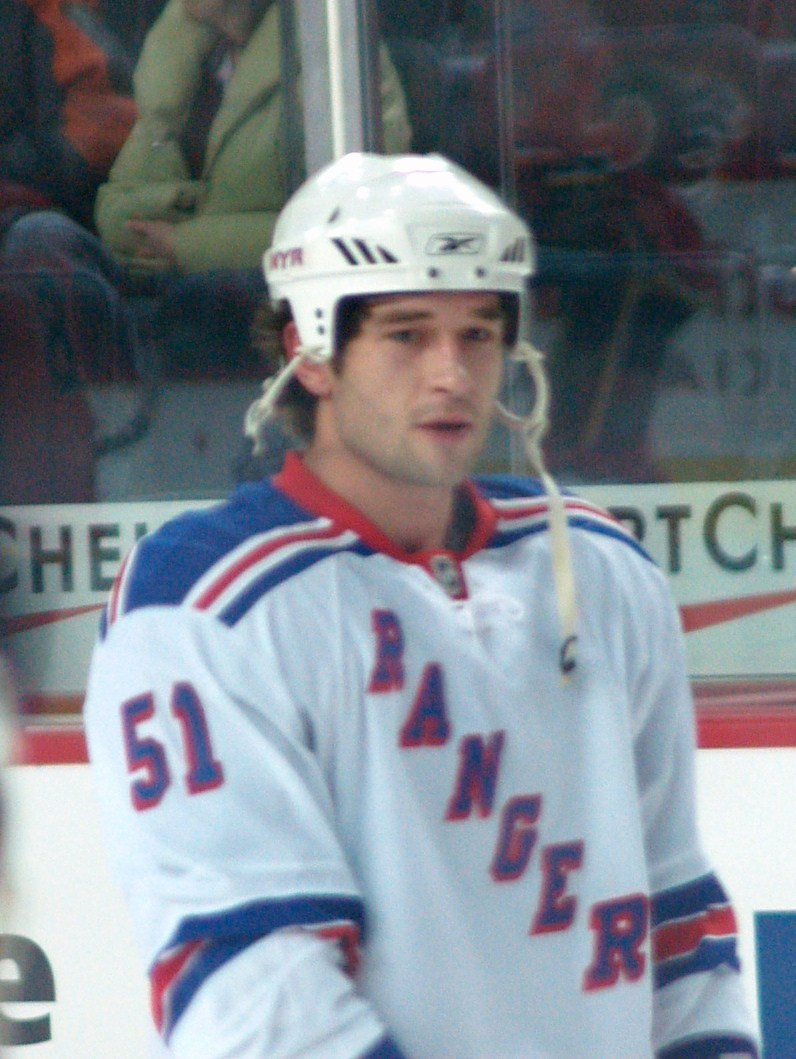
Fedor Tjutin byl draftován ze 40. místa v roce 2001.

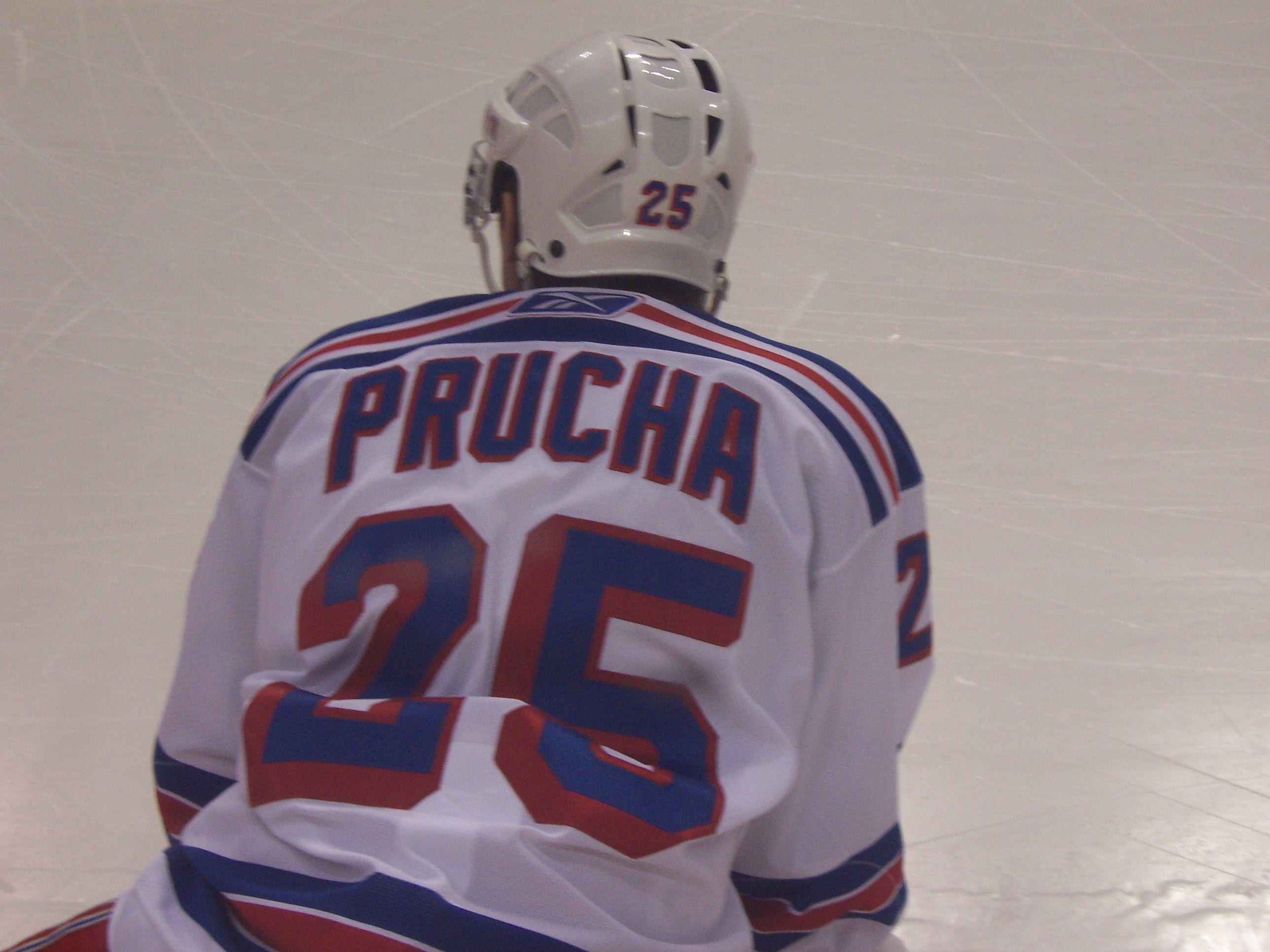
Petr Průcha byl draftován z 240. místa v roce 2002.

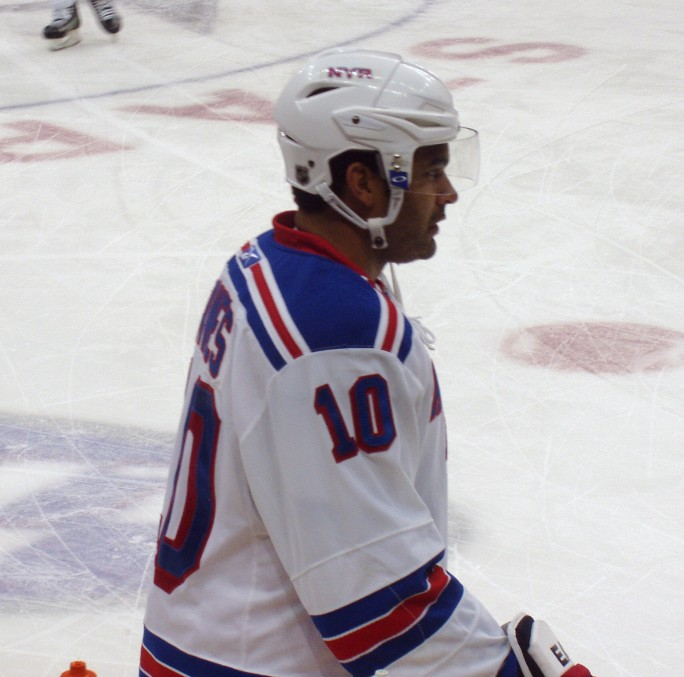
Nigel Dawes byl draftován ze 149. místa v roce 2003.

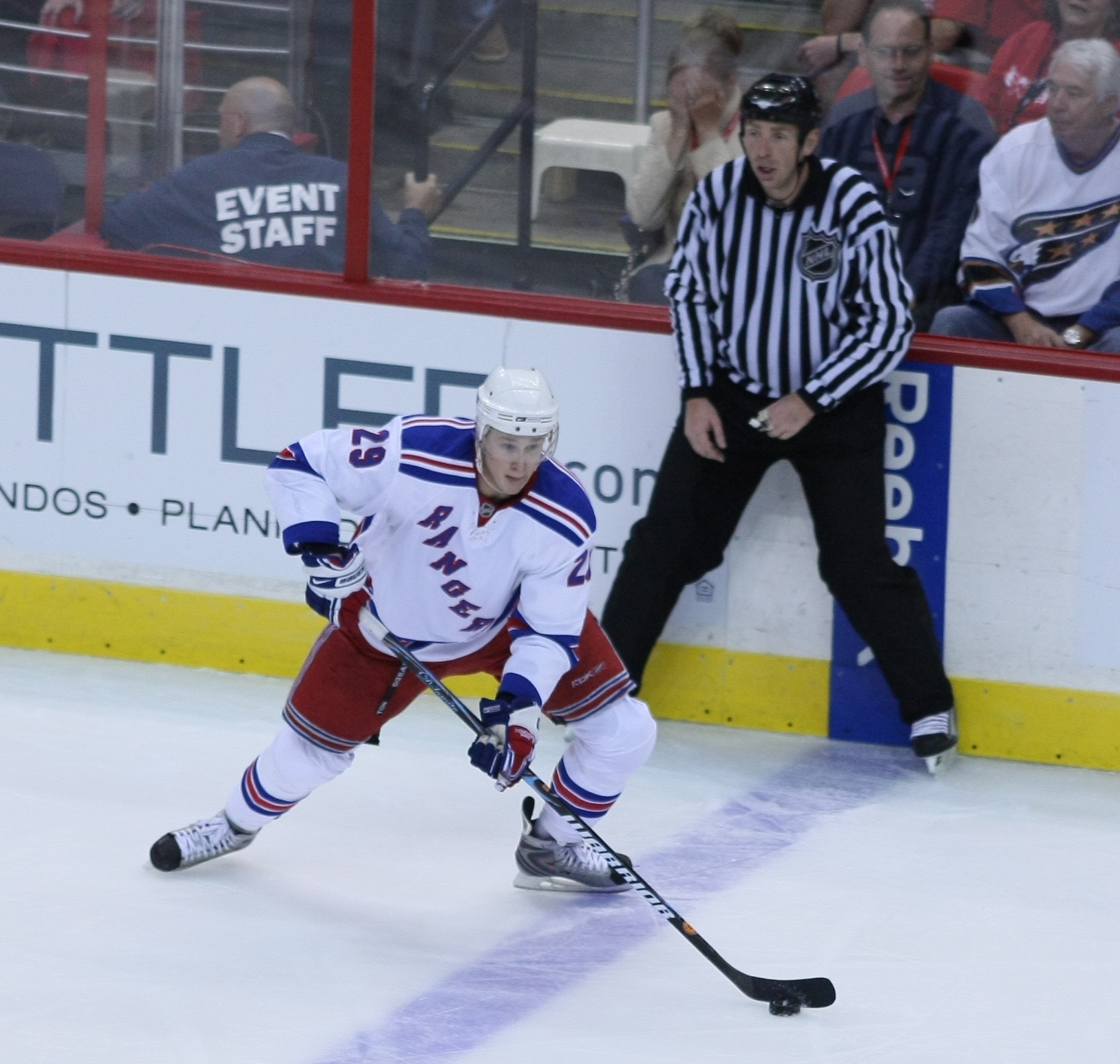
Lauri Korpikoski byl draftován z 19. místa v roce 2004.

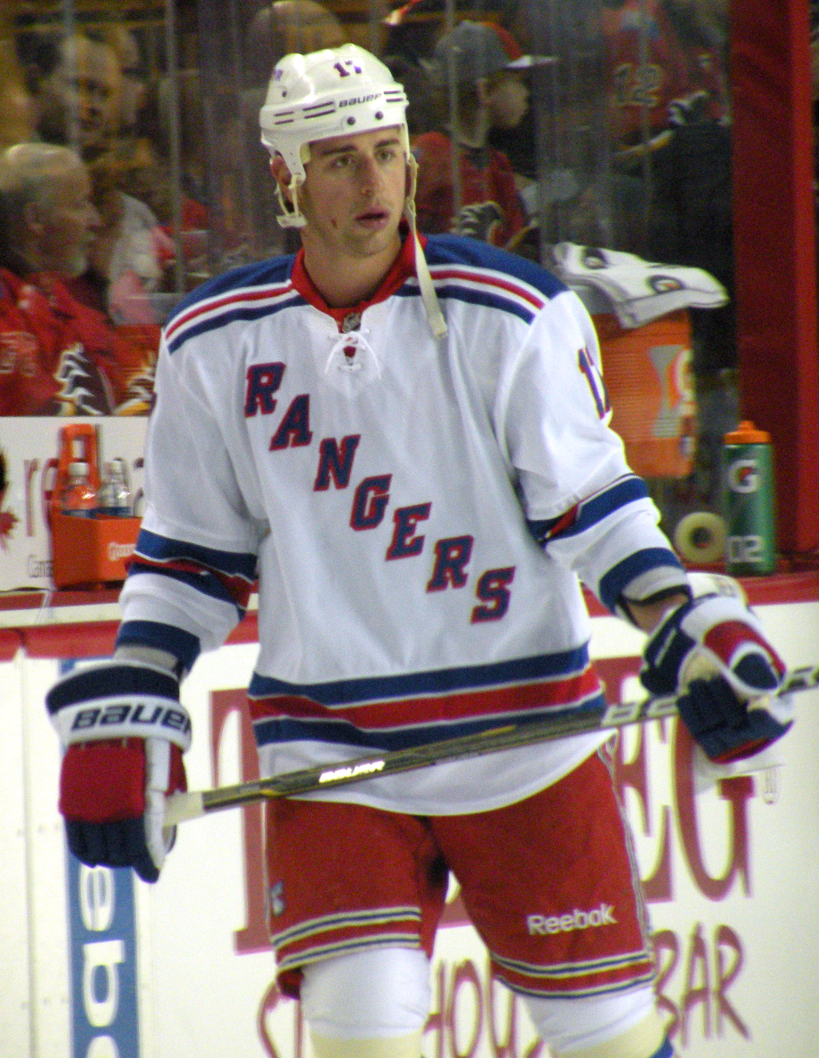
Brandon Dubinsky byl draftován ze 60. místa v roce 2004.

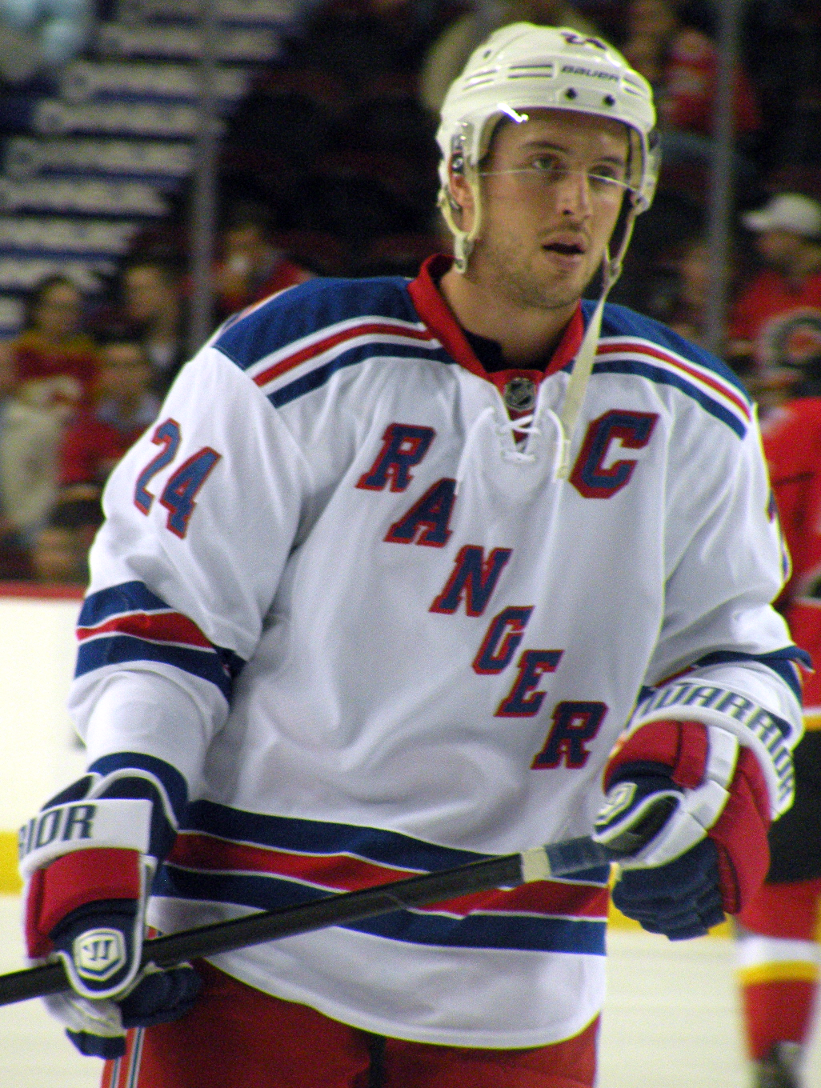
Ryan Callahan byl draftován z 127. místa v roce 2004.

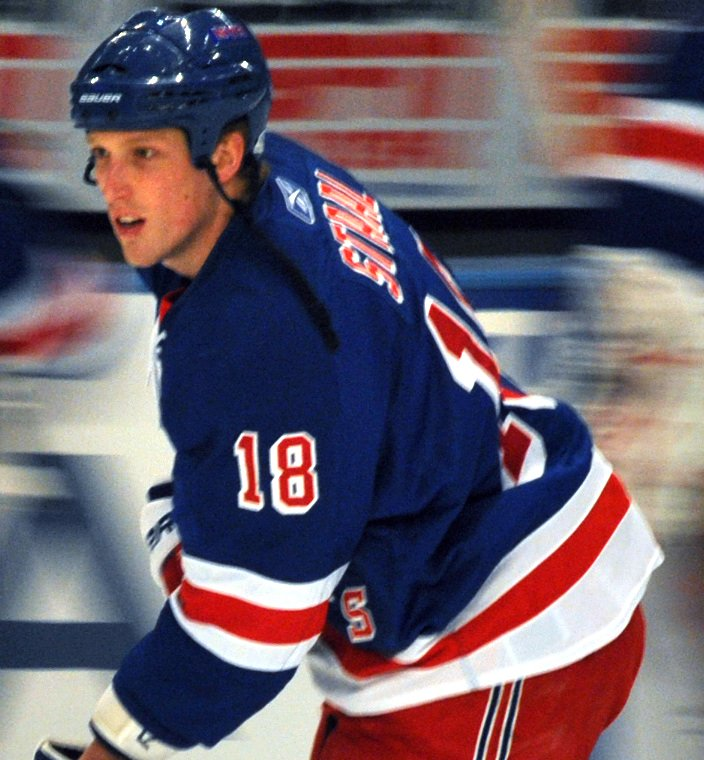
Marc Staal byl draftován z 12. místa v roce 2005.

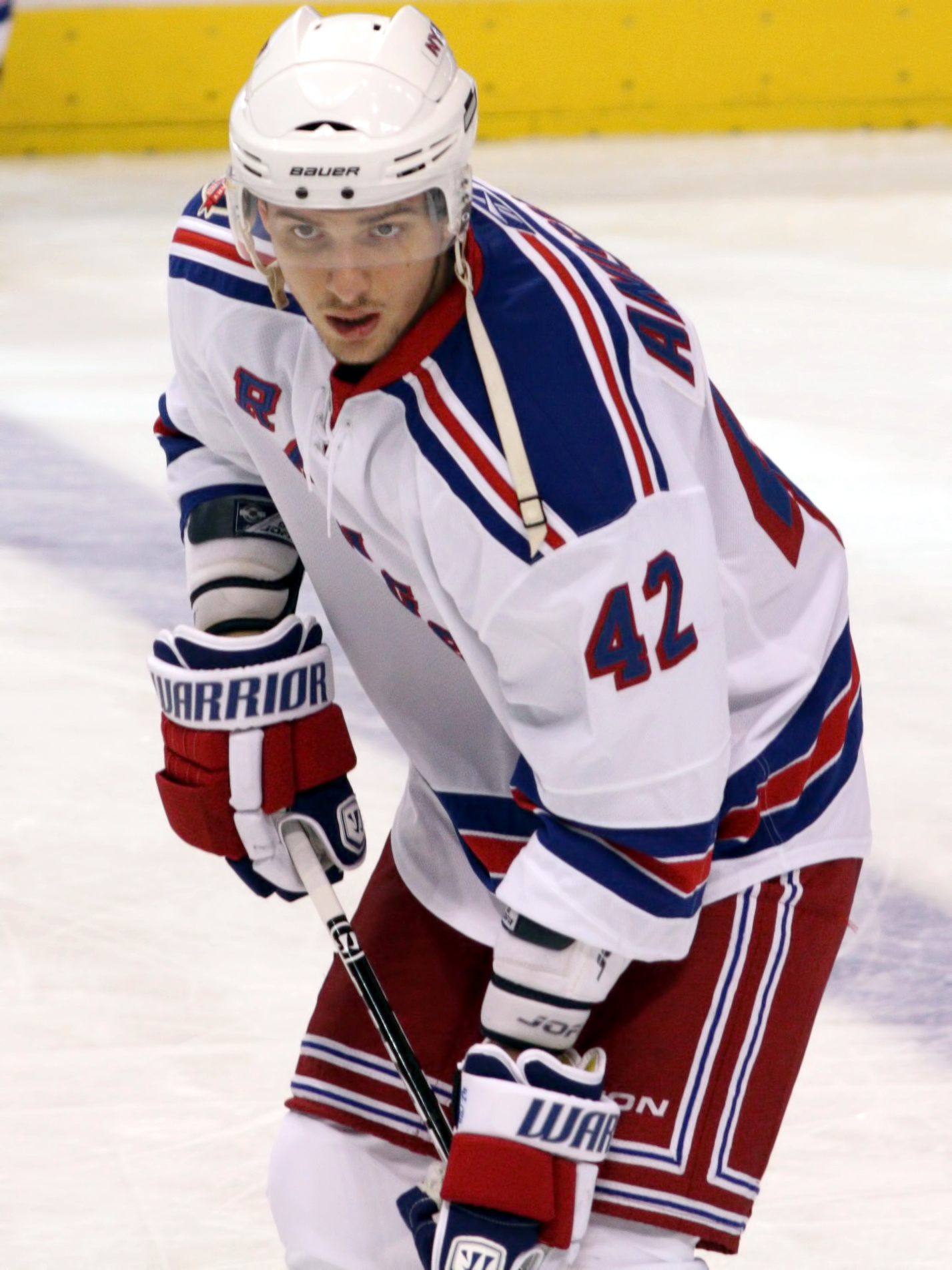
Artěm Anisimov byl draftován z 54. místa v roce 2006.

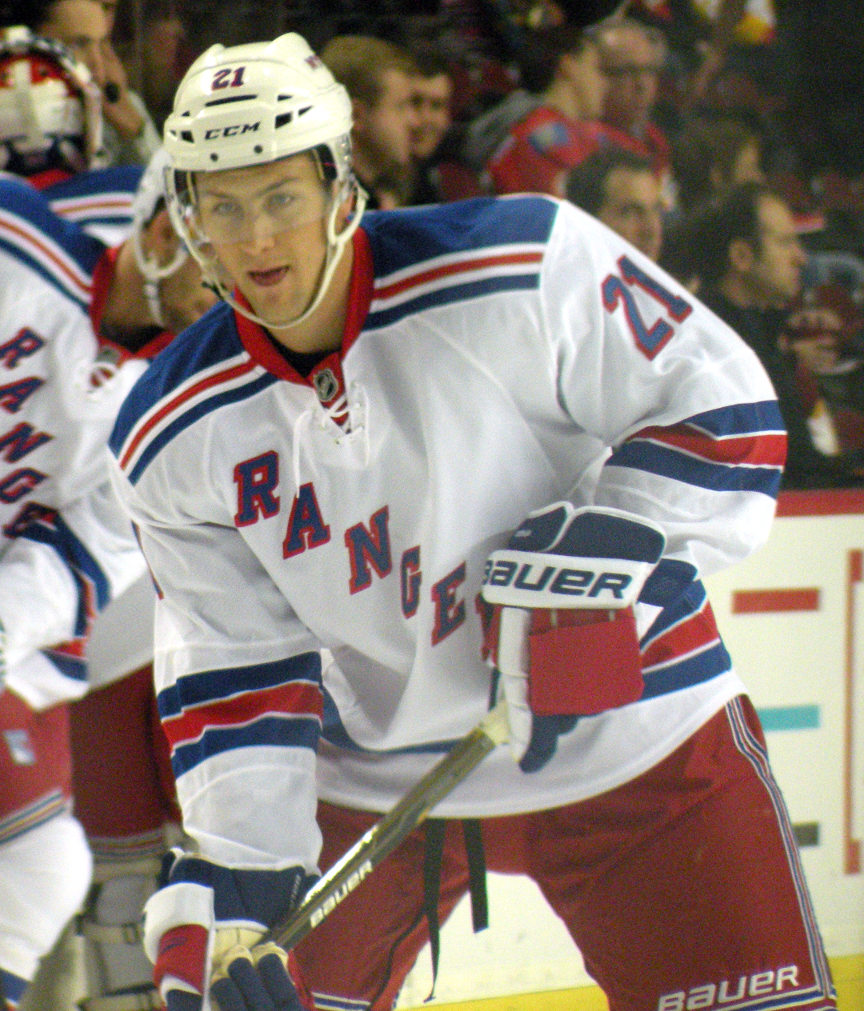
Derek Stepan byl draftován z 51. místa v roce 2008.

|  | Hráči kteří hráli nejméně jeden zápas v NHL |
|  | Hráči kteří si zahráli v NHL All-Star Game  |

| Rok  | Kolo | Místo | Hráč                          | Pozice               |
| ---- | ---- | ----- | ----------------------------- | -------------------- |
| 1963 | 1    | 4     | Al Osborne                    | Pravé křídlo         |
| 1963 | 2    | 10    | Terry Jones                   | Centr                |
| 1963 | 3    | 15    | Mike Cummins                  | Útočník              |
| 1963 | 4    | 20    | Cam Allison                   | Obránce              |
| 1964 | 1    | 3     | Bob Graham                    | Obránce              |
| 1964 | 2    | 9     | Tim Ecclestone                | Pravé křídlo         |
| 1964 | 3    | 15    | Gordon Lowe                   | Obránce              |
| 1964 | 4    | 21    | Syl Apps                      | Centr                |
| 1965 | 1    | 1     | André Veilleux                | Pravé křídlo         |
| 1965 | 2    | 6     | George Surmay                 | Brankář              |
| 1965 | 3    | 10    | Michel Parizeau               | Levé křídlo          |
| 1966 | 1    | 2     | Brad Park                     | Obránce              |
| 1966 | 2    | 8     | Joey Johnston                 | Levé křídlo          |
| 1966 | 3    | 14    | Don Luce                      | Centr                |
| 1966 | 4    | 20    | Jack Egers                    | Pravé křídlo         |
| 1967 | 1    | 6     | Bob Dickson                   | Levé křídlo          |
| 1967 | 2    | 15    | Brian Tosh                    | Obránce              |
| 1968 | 2    | 19    | Bruce Buchanan                | Obránce              |
| 1969 | 1    | 8     | André Dupont                  | Obránce              |
| 1969 | 1    | 12    | Pierre Jarry                  | Levé křídlo          |
| 1969 | 2    | 23    | Bert Wilson                   | Levé křídlo          |
| 1969 | 3    | 35    | Kevin Morrison                | Levé křídlo          |
| 1969 | 4    | 47    | Bruce Hellemond               | Levé křídlo          |
| 1969 | 5    | 59    | Gord Smith                    | Obránce              |
| 1970 | 1    | 11    | Norm Gratton                  | Pravé křídlo         |
| 1970 | 2    | 25    | Mike Murphy                   | Pravé křídlo         |
| 1970 | 3    | 39    | Wendel Bennett                | Pravé křídlo         |
| 1970 | 4    | 53    | Andre St. Pierre              | Obránce              |
| 1970 | 5    | 67    | Gary Coalter                  | Pravé křídlo         |
| 1970 | 6    | 81    | Duane Wylie                   | Centr                |
| 1970 | 7    | 94    | Wayne Bell                    | Brankář              |
| 1970 | 8    | 106   | Pierre Brind'Amour            | Levé křídlo          |
| 1971 | 1    | 10    | Steve Vickers                 | Levé křídlo          |
| 1971 | 1    | 13    | Steve Durbano                 | Obránce              |
| 1971 | 2    | 27    | Tom Williams                  | Levé křídlo          |
| 1971 | 3    | 41    | Terry West                    | Centr                |
| 1971 | 4    | 55    | Jerry Butler                  | Pravé křídlo         |
| 1971 | 5    | 69    | Fraser Robertson              | Obránce              |
| 1971 | 6    | 83    | Wayne Wood                    | Brankář              |
| 1971 | 7    | 96    | Doug Keeler                   | Centr                |
| 1971 | 7    | 97    | Jean-Denis Royal              | Obránce              |
| 1971 | 8    | 109   | Gene Sobchuk                  | Levé křídlo          |
| 1971 | 9    | 110   | Jim Ivison                    | Obránce              |
| 1971 | 10   | 111   | André Peloffy                 | Centr                |
| 1971 | 11   | 112   | Elston Evoy                   | Centr                |
| 1971 | 12   | 114   | Gerry Lecomte                 | Obránce              |
| 1971 | 13   | 115   | Wayne Forsey                  | Levé křídlo          |
| 1971 | 14   | 116   | Bill Forrest                  | Obránce              |
| 1972 | 1    | 10    | Al Blanchard                  | Levé křídlo          |
| 1972 | 1    | 15    | Bob MacMillan                 | Centr                |
| 1972 | 2    | 21    | Larry Sacharuk                | Obránce              |
| 1972 | 2    | 31    | Rene Villemure                | Levé křídlo          |
| 1972 | 3    | 47    | Gerry Teeple                  | Centr                |
| 1972 | 4    | 63    | Doug Horbul                   | Levé křídlo          |
| 1972 | 5    | 79    | Marty Gateman                 | Obránce              |
| 1972 | 6    | 95    | Ken Ireland                   | Centr                |
| 1972 | 7    | 111   | Jeff Hunt                     | Levé křídlo          |
| 1972 | 8    | 127   | Yvon Blais                    | Obránce              |
| 1972 | 9    | 137   | Pierre Archambault            | Obránce              |
| 1973 | 1    | 14    | Rick Middleton                | Pravé křídlo         |
| 1973 | 2    | 30    | Pat Hickey                    | Levé křídlo          |
| 1973 | 3    | 46    | John Campbell                 | Levé křídlo          |
| 1973 | 4    | 62    | Brian Molvik                  | Obránce              |
| 1973 | 5    | 78    | Pierre Laganiere              | Pravé křídlo         |
| 1973 | 6    | 94    | Dwayne Pentland               | Obránce              |
| 1974 | 1    | 14    | Dave Maloney                  | Obránce              |
| 1974 | 2    | 32    | Ron Greschner                 | Obránce              |
| 1974 | 3    | 50    | Jerry Holland                 | Levé křídlo          |
| 1974 | 4    | 68    | Boyd Anderson                 | Levé křídlo          |
| 1974 | 5    | 86    | Dennis Olmstead               | Centr                |
| 1974 | 6    | 104   | Eddie Johnstone               | Pravé křídlo         |
| 1974 | 7    | 122   | John Memryk                   | Brankář              |
| 1974 | 8    | 139   | Greg Holst                    | Centr                |
| 1974 | 9    | 156   | Claude Arvisais               | Centr                |
| 1974 | 10   | 171   | Ken Dodd                      | Levé křídlo          |
| 1974 | 11   | 186   | Ralph Krentz                  | Levé křídlo          |
| 1974 | 12   | 198   | Larry Jacques                 | Pravé křídlo         |
| 1974 | 13   | 208   | Tom Castle                    | Levé křídlo          |
| 1974 | 14   | 218   | Eric Brubacher                | Centr                |
| 1974 | 15   | 224   | Russ Hall                     | Pravé křídlo         |
| 1974 | 16   | 227   | Bill Kriski                   | Brankář              |
| 1974 | 17   | 230   | Kevin Treacy                  | Pravé křídlo         |
| 1974 | 18   | 233   | Ken Gassoff                   | Centr                |
| 1974 | 19   | 236   | Cliff Bast                    | Obránce              |
| 1974 | 20   | 239   | Jim Mayer                     | Pravé křídlo         |
| 1974 | 21   | 241   | Warren Miller                 | Pravé křídlo         |
| 1974 | 22   | 243   | Kevin Walker                  | Obránce              |
| 1974 | 23   | 245   | Jim Warner                    | Pravé křídlo         |
| 1975 | 1    | 12    | Wayne Dillon                  | Centr                |
| 1975 | 2    | 30    | Doug Soetaert                 | Brankář              |
| 1975 | 3    | 48    | Greg Hickey                   | Levé křídlo          |
| 1975 | 4    | 66    | Bill Cheropita                | Brankář              |
| 1975 | 5    | 84    | Larry Huras                   | Obránce              |
| 1975 | 6    | 102   | Randy Koch                    | Levé křídlo          |
| 1975 | 7    | 120   | Claude Larose                 | Levé křídlo          |
| 1975 | 8    | 138   | Bill Hamilton                 | Centr                |
| 1975 | 9    | 154   | Bud Stefanski                 | Centr                |
| 1975 | 10   | 169   | Daniel Beaulieu               | Levé křídlo          |
| 1975 | 11   | 184   | John McMorrow                 | Centr                |
| 1975 | 12   | 195   | Tom McNamara                  | Brankář              |
| 1975 | 13   | 200   | Steve Roberts                 | Obránce              |
| 1975 | 13   | 201   | Paul Dionne                   | Obránce              |
| 1975 | 14   | 205   | Cecil Luckern                 | Levé křídlo          |
| 1975 | 15   | 209   | John Corriveau                | Pravé křídlo         |
| 1975 | 16   | 212   | Tom Funke                     | Levé křídlo          |
| 1976 | 1    | 6     | Don Murdoch                   | Pravé křídlo         |
| 1976 | 2    | 24    | Dave Farrish                  | Obránce              |
| 1976 | 3    | 42    | Mike McEwen                   | Obránce              |
| 1976 | 4    | 60    | Calude Periard                | Levé křídlo          |
| 1976 | 5    | 78    | Doug Caines                   | Centr                |
| 1976 | 6    | 96    | Barry Scully                  | Pravé křídlo         |
| 1976 | 7    | 112   | Remi Levesque                 | Centr                |
| 1977 | 1    | 8     | Lucien DeBlois                | Pravé křídlo         |
| 1977 | 1    | 13    | Ron Duguay                    | Centr                |
| 1977 | 2    | 26    | Mike Keating                  | Levé křídlo          |
| 1977 | 3    | 44    | Steve Baker                   | Brankář              |
| 1977 | 4    | 62    | Mario Marois                  | Obránce              |
| 1977 | 5    | 80    | Benoit Gosselin               | Levé křídlo          |
| 1977 | 6    | 98    | John Bethel                   | Levé křídlo          |
| 1977 | 7    | 116   | Bob Sullivan                  | Levé křídlo          |
| 1977 | 8    | 131   | Lance Nethery                 | Centr                |
| 1977 | 9    | 146   | Alex Jeans                    | Centr                |
| 1977 | 10   | 157   | Pete Raps                     | Levé křídlo          |
| 1977 | 11   | 164   | Mike Brown                    | Pravé křídlo         |
| 1977 | 12   | 171   | Mark Miller                   | Levé křídlo          |
| 1978 | 2    | 26    | Don Maloney                   | Levé křídlo          |
| 1978 | 3    | 43    | Ray Markham                   | Centr                |
| 1978 | 3    | 44    | Dean Turner                   | Obránce              |
| 1978 | 4    | 59    | Dave Silk                     | Pravé křídlo         |
| 1978 | 4    | 60    | Andre Dore                    | Obránce              |
| 1978 | 5    | 76    | Mike McDougall                | Pravé křídlo         |
| 1978 | 6    | 93    | Tom Laidlaw                   | Obránce              |
| 1978 | 7    | 110   | Dan Clark                     | Obránce              |
| 1978 | 8    | 127   | Greg Kostenko                 | Obránce              |
| 1978 | 9    | 144   | Brian McDavid                 | Obránce              |
| 1978 | 10   | 161   | Mark Rodrigues                | Brankář              |
| 1978 | 11   | 176   | Steve Weeks                   | Brankář              |
| 1978 | 12   | 192   | Pierre Daigneault             | Levé křídlo          |
| 1978 | 13   | 206   | Chris McLaughlin              | Obránce              |
| 1978 | 14   | 217   | Todd Johnson                  | Centr                |
| 1978 | 15   | 223   | Dan McCarthy                  | Centr                |
| 1979 | 1    | 13    | Doug Sulliman                 | Levé křídlo          |
| 1979 | 2    | 34    | Ed Hospodar                   | Obránce              |
| 1979 | 4    | 76    | Pat Conacher                  | Centr                |
| 1979 | 5    | 97    | Dan Makuch                    | Pravé křídlo         |
| 1979 | 6    | 118   | Stan Adams                    | Centr                |
| 1980 | 1    | 14    | Jim Malone                    | Útočník              |
| 1980 | 2    | 35    | Mike Allison                  | Pravé křídlo         |
| 1980 | 4    | 77    | Kurt Kleinendorst             | Centr                |
| 1980 | 5    | 98    | Scot Kleinendorst             | Obránce              |
| 1980 | 6    | 119   | Reijo Ruotsalainen            | Obránce              |
| 1980 | 7    | 140   | Bob Scurfield                 | Centr                |
| 1980 | 8    | 161   | Bart Wilson                   | Obránce              |
| 1980 | 9    | 182   | Chris Wray                    | Pravé křídlo         |
| 1980 | 10   | 203   | Anders Backstrom              | Obránce              |
| 1981 | 1    | 9     | James Patrick                 | Obránce              |
| 1981 | 2    | 30    | Jan Erixon                    | Levé křídlo          |
| 1981 | 3    | 50    | Peter Sundström               | Levé křídlo          |
| 1981 | 3    | 51    | Mark Morrison                 | Centr                |
| 1981 | 4    | 72    | John Vanbiesbrouck            | Brankář              |
| 1981 | 6    | 114   | Eric Magnuson                 | Centr                |
| 1981 | 7    | 135   | Mike Guentzel                 | Obránce              |
| 1981 | 8    | 156   | Ari Lahteenmaki               | Pravé křídlo         |
| 1981 | 9    | 177   | Paul Reifenberger             | Centr                |
| 1981 | 10   | 198   | Mario Proulx                  | Brankář              |
| 1982 | 1    | 15    | Chris Kontos                  | Centr                |
| 1982 | 2    | 36    | Tomas Sandström               | Pravé křídlo         |
| 1982 | 3    | 57    | Corey Millen                  | Centr                |
| 1982 | 4    | 78    | Chris Jensen                  | Pravé křídlo         |
| 1982 | 6    | 120   | Tony Granato                  | Centr                |
| 1982 | 7    | 141   | Sergej Kapustin               | Levé křídlo          |
| 1982 | 8    | 160   | Brian Glynn                   | Centr                |
| 1982 | 8    | 162   | Jan Karlsson                  | Obránce              |
| 1982 | 9    | 183   | Kelly Miller                  | Levé křídlo          |
| 1982 | 10   | 193   | Simo Saarinen                 | Obránce              |
| 1982 | 10   | 204   | Bob Lowes                     | Centr                |
| 1982 | 11   | 225   | Andy Otto                     | Obránce              |
| 1982 | 12   | 246   | Dwayne Robinson               | Obránce              |
| 1983 | 1    | 12    | Dave Gagner                   | Centr                |
| 1983 | 2    | 33    | Randy Heath                   | Levé křídlo          |
| 1983 | 3    | 49    | Vesa Salo                     | Obránce              |
| 1983 | 3    | 53    | Gordie Walker                 | Levé křídlo          |
| 1983 | 4    | 73    | Peter Andersson               | Obránce              |
| 1983 | 5    | 93    | Jim Andonoff                  | Pravé křídlo         |
| 1983 | 6    | 113   | Bob Alexander                 | Obránce              |
| 1983 | 7    | 133   | Steve Orth                    | Centr                |
| 1983 | 8    | 153   | Pete Marcov                   | Levé křídlo          |
| 1983 | 9    | 173   | Paul Jerrard                  | Pravé křídlo         |
| 1983 | 11   | 213   | Bryan Walker                  | Obránce              |
| 1983 | 12   | 233   | Ulf Nilsson                   | Brankář              |
| 1984 | 1    | 14    | Terry Carkner                 | Obránce              |
| 1984 | 2    | 35    | Raimo Helminen                | Centr                |
| 1984 | 4    | 77    | Paul Broten                   | Centr                |
| 1984 | 5    | 98    | Clark Donatelli               | Levé křídlo          |
| 1984 | 6    | 119   | Kjell Samuelsson              | Obránce              |
| 1984 | 7    | 140   | Thomas Hussey                 | Levé křídlo          |
| 1984 | 8    | 161   | Brian Nelson                  | Centr                |
| 1984 | 9    | 182   | Ville Kentala                 | Levé křídlo          |
| 1984 | 9    | 188   | Heinz Ehlers                  | Centr                |
| 1984 | 10   | 202   | Kevin Miller                  | Centr                |
| 1984 | 11   | 223   | Tom Lorentz                   | Centr                |
| 1984 | 12   | 243   | Scott Brower                  | Brankář              |
| 1985 | 1    | 7     | Ulf Dahlén                    | Pravé křídlo         |
| 1985 | 2    | 28    | Mike Richter                  | Brankář              |
| 1985 | 3    | 49    | Sam Lindstahl                 | Brankář              |
| 1985 | 4    | 70    | Pat Janostin                  | Obránce              |
| 1985 | 5    | 91    | Brad Stepan                   | Levé křídlo          |
| 1985 | 6    | 112   | Brian McReynolds              | Centr                |
| 1985 | 7    | 133   | Neil Pilon                    | Obránce              |
| 1985 | 8    | 154   | Larry Bernard                 | Levé křídlo          |
| 1985 | 9    | 175   | Stéphane Brochu               | Obránce              |
| 1985 | 10   | 196   | Steve Nemeth                  | Pravé křídlo         |
| 1985 | 11   | 217   | Robert Burakovsky             | Pravé křídlo         |
| 1985 | 12   | 238   | Rudy Poeschek                 | Obránce              |
| 1986 | 1    | 9     | Brian Leetch                  | Obránce              |
| 1986 | 3    | 51    | Bret Walter                   | Centr                |
| 1986 | 3    | 53    | Shaun Clouston                | Centr                |
| 1986 | 4    | 72    | Mark Janssens                 | Centr                |
| 1986 | 5    | 93    | Jeff Bloemberg                | Obránce              |
| 1986 | 6    | 114   | Darren Turcotte               | Centr                |
| 1986 | 7    | 135   | Rob Graham                    | Pravé křídlo         |
| 1986 | 8    | 156   | Barry Chyzowski               | Centr                |
| 1986 | 9    | 177   | Pat Scanlon                   | Levé křídlo          |
| 1986 | 10   | 198   | Joe Ranger                    | Obránce              |
| 1986 | 11   | 219   | Russ Parent                   | Obránce              |
| 1986 | 12   | 240   | Soren True                    | Levé křídlo          |
| 1987 | 1    | 10    | Jayson More                   | Obránce              |
| 1987 | 2    | 31    | Daniel Lacroix                | Levé křídlo          |
| 1987 | 3    | 46    | Simon Gagne                   | Pravé křídlo         |
| 1987 | 4    | 69    | Mike Sullivan                 | Centr                |
| 1987 | 5    | 94    | Erik O'Borsky                 | Centr                |
| 1987 | 6    | 115   | Luděk Čajka                   | Obránce              |
| 1987 | 7    | 136   | Clint Thomas                  | Obránce              |
| 1987 | 8    | 157   | Chuck Wiegand                 | Pravé křídlo         |
| 1987 | 9    | 178   | Eric Burrill                  | Pravé křídlo         |
| 1987 | 10   | 199   | Dave Porter                   | Útočník              |
| 1987 | 10   | 205   | Brett Barnett                 | Levé křídlo          |
| 1987 | 11   | 220   | Lance Marciano                | Obránce              |
| 1988 | 2    | 22    | Troy Mallette                 | Levé křídlo          |
| 1988 | 2    | 26    | Murray Duval                  | Obránce              |
| 1988 | 4    | 68    | Tony Amonte                   | Pravé křídlo         |
| 1988 | 5    | 99    | Martin Bergeron               | Centr                |
| 1988 | 6    | 110   | Dennis Vial                   | Obránce              |
| 1988 | 7    | 131   | Mike Rosati                   | Brankář              |
| 1988 | 8    | 152   | Eric Couvrette                | Levé křídlo          |
| 1988 | 10   | 194   | Paul Cain                     | Centr                |
| 1988 | 10   | 202   | Eric Fenton                   | Pravé křídlo         |
| 1988 | 11   | 215   | Peter Fiorentino              | Obránce              |
| 1988 | 12   | 236   | Keith Slifstein               | Pravé křídlo         |
| 1989 | 1    | 20    | Steven Rice                   | Pravé křídlo         |
| 1989 | 2    | 40    | Jason Prosofsky               | Pravé křídlo         |
| 1989 | 3    | 45    | Rob Zamuner                   | Levé křídlo          |
| 1989 | 3    | 49    | Louie DeBrusk                 | Levé křídlo          |
| 1989 | 4    | 67    | Jim Cummins                   | Pravé křídlo         |
| 1989 | 5    | 88    | Aaron Miller                  | Obránce              |
| 1989 | 6    | 118   | Joby Messier                  | Obránce              |
| 1989 | 7    | 139   | Greg Leahy                    | Útočník              |
| 1989 | 8    | 160   | Greg Spenrath                 | Obránce              |
| 1989 | 9    | 181   | Mark Bavis                    | Levé křídlo          |
| 1989 | 10   | 202   | Roman Oksiuta                 | Pravé křídlo         |
| 1989 | 11   | 223   | Steve Locke                   | Obránce              |
| 1989 | 12   | 244   | Kenneth MacDermid             | Levé křídlo          |
| 1990 | 1    | 13    | Michael Stewart               | Obránce              |
| 1990 | 2    | 34    | Doug Weight                   | Centr                |
| 1990 | 3    | 55    | John Vary                     | Obránce              |
| 1990 | 4    | 69    | Jeff Nielsen                  | Pravé křídlo         |
| 1990 | 4    | 76    | Rick Willis                   | Levé křídlo          |
| 1990 | 5    | 85    | Sergej Zubov                  | Obránce              |
| 1990 | 5    | 99    | Luboš Rob                     | Centr                |
| 1990 | 6    | 118   | Jason Weinrich                | Obránce              |
| 1990 | 7    | 139   | Bryan Lonsinger               | Obránce              |
| 1990 | 8    | 160   | Todd Hedlund                  | Pravé křídlo         |
| 1990 | 9    | 181   | Andrew Silverman              | Obránce              |
| 1990 | 10   | 202   | Jon Hillebrandt               | Brankář              |
| 1990 | 11   | 223   | Brett Lievers                 | Centr                |
| 1990 | 12   | 244   | Sergej Nemčinov               | Ceentr               |
| 1991 | 1    | 15    | Alexej Kovaljov               | Pravé křídlo         |
| 1991 | 2    | 37    | Darcy Werenka                 | Obránce              |
| 1991 | 5    | 96    | Corey Machanic                | Obránce              |
| 1991 | 6    | 125   | Fredrik Jax                   | Pravé křídlo         |
| 1991 | 6    | 128   | Barry Young                   | Obránce              |
| 1991 | 7    | 147   | John Rushin                   | Centr                |
| 1991 | 8    | 169   | Corey Hirsch                  | Brankář              |
| 1991 | 9    | 191   | Vjačeslav Uvajev              | Obránce              |
| 1991 | 10   | 213   | Jamie Ram                     | Brankář              |
| 1991 | 11   | 235   | Vitalij Činachov              | Centr                |
| 1991 | 12   | 257   | Brian Wiseman                 | Centr                |
| 1992 | 1    | 24    | Peter Ferraro                 | Centr                |
| 1992 | 2    | 48    | Mattias Norström              | Obránce              |
| 1992 | 3    | 72    | Eric Cairns                   | Levé křídlo          |
| 1992 | 4    | 85    | Chris Ferraro                 | Centr                |
| 1992 | 5    | 120   | Dmitrij Starostěnko           | Pravé křídlo         |
| 1992 | 6    | 144   | David Dal Grande              | Obránce              |
| 1992 | 7    | 168   | Matt Oates                    | Levé křídlo          |
| 1992 | 8    | 192   | Mickey Elick                  | Obránce              |
| 1992 | 9    | 216   | Daniel Brierley               | Obránce              |
| 1992 | 10   | 240   | Vladimír Vorobiev             | Pravé křídlo         |
| 1993 | 1    | 8     | Niklas Sundström              | Levé křídlo          |
| 1993 | 2    | 34    | Lee Sorochan                  | Obránce              |
| 1993 | 3    | 61    | Maxim Galanov                 | Obránce              |
| 1993 | 4    | 86    | Sergej Olympijev              | Levé křídlo          |
| 1993 | 5    | 112   | Gary Roach                    | Obránce              |
| 1993 | 6    | 138   | Dave Trofimenkoff             | Brankář              |
| 1993 | 7    | 162   | Sergej Kondraškin             | Levé křídlo          |
| 1993 | 7    | 164   | Todd Marchant                 | Levé křídlo          |
| 1993 | 8    | 190   | Ed Campbell                   | Obránce              |
| 1993 | 9    | 216   | Ken Shepard                   | Brankář              |
| 1993 | 10   | 242   | Andrej Kudinov                | Centr                |
| 1993 | 11   | 261   | Pavel Komarov                 | Obránce              |
| 1993 | 11   | 268   | Maxim Smelnitsky              | Levé křídlo          |
| 1994 | 1    | 26    | Dan Cloutier                  | Brankář              |
| 1994 | 2    | 52    | Rudolf Verčík                 | Levé křídlo          |
| 1994 | 3    | 78    | Adam Smith                    | Obránce              |
| 1994 | 4    | 100   | Alexandr Korobolin            | Obránce              |
| 1994 | 4    | 104   | Sylvain Blouin                | Levé křídlo          |
| 1994 | 5    | 130   | Martin Ethier                 | Obránce              |
| 1994 | 6    | 135   | Jurij Litvinov                | Centr                |
| 1994 | 6    | 156   | David Brosseau                | Pravé křídlo         |
| 1994 | 7    | 182   | Alexej Lazarenko              | Pravé křídlo         |
| 1994 | 8    | 208   | Craig Anderson                | Obránce              |
| 1994 | 9    | 209   | Vitalij Jeremejev             | Brankář              |
| 1994 | 9    | 234   | Eric Boulton                  | Levé křídlo          |
| 1994 | 10   | 260   | Radoslav Kropáč               | Pravé křídlo         |
| 1994 | 11   | 267   | Jamie Butt                    | Levé křídlo          |
| 1994 | 11   | 286   | Kim Johnsson                  | Obránce              |
| 1995 | 2    | 39    | Christian Dubé                | Pravé křídlo         |
| 1995 | 3    | 65    | Mike Martin                   | Obránce              |
| 1995 | 4    | 91    | Marc Savard                   | Centr                |
| 1995 | 5    | 110   | Alexej Vasilijev              | Obránce              |
| 1995 | 5    | 117   | Dale Purinton                 | Obránce              |
| 1995 | 6    | 143   | Peter Slamiar                 | Pravé křídlo         |
| 1995 | 7    | 169   | Jeff Heil                     | Brankář              |
| 1995 | 8    | 195   | Ilja Gorohov                  | Obránce              |
| 1995 | 9    | 221   | Bob Maudie                    | Centr                |
| 1996 | 1    | 22    | Jeff Brown                    | Obránce              |
| 1996 | 2    | 48    | Daniel Goneau                 | Levé křídlo          |
| 1996 | 3    | 76    | Dmitrij Subbotin              | Levé křídlo          |
| 1996 | 5    | 131   | Colin Pepperall               | Levé křídlo          |
| 1996 | 6    | 158   | Ola Sandberg                  | Obránce              |
| 1996 | 7    | 185   | Jeff Dessner                  | Obránce              |
| 1996 | 8    | 211   | Ryan McKie                    | Obránce              |
| 1996 | 9    | 237   | Ronnie Sundin                 | Obránce              |
| 1997 | 1    | 19    | Stefan Cherneski              | Pravé křídlo         |
| 1997 | 2    | 46    | Wes Jarvis                    | Obránce              |
| 1997 | 3    | 73    | Burke Henry                   | Obránce              |
| 1997 | 4    | 93    | Tomi Kallarsson               | Obránce              |
| 1997 | 5    | 126   | Jason McLean                  | Brankář              |
| 1997 | 5    | 134   | Johan Lindbom                 | Pravé křídlo         |
| 1997 | 6    | 136   | Mike York                     | Centr                |
| 1997 | 6    | 154   | Shawn Degagne                 | Brankář              |
| 1997 | 7    | 175   | Johan Holmqvist               | Brankář              |
| 1997 | 7    | 182   | Mike Mottau                   | Obránce              |
| 1997 | 8    | 210   | Andrew Proskurnicki           | Levé křídlo          |
| 1997 | 9    | 236   | Richard Miller                | Obránce              |
| 1998 | 1    | 7     | Manny Malhotra                | Centr                |
| 1998 | 2    | 40    | Randy Copley                  | Levé křídlo          |
| 1998 | 3    | 66    | Jason LaBarbera               | Brankář              |
| 1998 | 4    | 114   | Boyd Kane                     | Levé křídlo          |
| 1998 | 5    | 122   | Pat Leahy                     | Pravé křídlo         |
| 1998 | 5    | 131   | Tomáš Klouček                 | Obránce              |
| 1998 | 7    | 180   | Stefan Lundqvist              | Pravé křídlo         |
| 1998 | 8    | 207   | Johan Witehall                | Levé křídlo          |
| 1998 | 9    | 235   | Jan Mertzig                   | Obránce              |
| 1999 | 1    | 4     | Pavel Brendl                  | Pravé křídlo         |
| 1999 | 1    | 9     | Jamie Lundmark                | Centr                |
| 1999 | 2    | 59    | David Inman                   | Levé křídlo          |
| 1999 | 3    | 79    | Johan Asplund                 | Brankář              |
| 1999 | 3    | 90    | Patrick Aufiero               | Obránce              |
| 1999 | 5    | 137   | Garret Bembridge              | Pravé křídlo         |
| 1999 | 6    | 177   | Jay Dardis                    | Centr                |
| 1999 | 7    | 197   | Arto Laatikainen              | Obránce              |
| 1999 | 8    | 226   | Jevgenij Gusakov              | Levé křídlo          |
| 1999 | 9    | 251   | Peter Henning                 | Pravé křídlo         |
| 1999 | 9    | 254   | Alexej Buljatov               | Levé křídlo          |
| 2000 | 2    | 64    | Filip Novák (lední hokejista) | Obránce              |
| 2000 | 3    | 95    | Dominic Moore                 | Centr                |
| 2000 | 4    | 112   | Přemysl Duben                 | Obránce              |
| 2000 | 5    | 140   | Nathan Martz                  | Centr                |
| 2000 | 5    | 143   | Brandon Snee                  | Brankář              |
| 2000 | 6    | 175   | Sven Helfenstein              | Centr a pravé křídlo |
| 2000 | 7    | 205   | Henrik Lundqvist              | Brankář              |
| 2000 | 8    | 238   | Dan Eberly                    | Obránce              |
| 2000 | 9    | 269   | Martin Richter                | Obránce              |
| 2001 | 1    | 10    | Dan Blackburn                 | Brankář              |
| 2001 | 2    | 40    | Fedor Tjutin                  | Obránce              |
| 2001 | 3    | 79    | Garth Murray                  | Centr                |
| 2001 | 4    | 113   | Bryce Lampman                 | Obránce              |
| 2001 | 5    | 139   | Shawn Collymore               | Pravé křídlo         |
| 2001 | 6    | 176   | Marek Židlický                | Obránce              |
| 2001 | 7    | 206   | Petr Přeučil                  | Levé křídlo          |
| 2001 | 7    | 226   | Pontus Petterström            | Levé křídlo          |
| 2001 | 8    | 230   | Leonid Zvačkin                | Obránce              |
| 2001 | 8    | 238   | Ryan Hollweg                  | Centr                |
| 2001 | 9    | 269   | Juris Štāls                   | Centr                |
| 2002 | 2    | 33    | Lee Falardeau                 | Centr                |
| 2002 | 3    | 81    | Marcus Jonasen                | Levé křídlo          |
| 2002 | 4    | 127   | Nate Guenin                   | Obránce              |
| 2002 | 5    | 143   | Mike Walsh                    | Levé křídlo          |
| 2002 | 6    | 177   | Jake Taylor                   | Obránce              |
| 2002 | 6    | 194   | Kim Hirschovits               | Centr                |
| 2002 | 7    | 226   | Joey Crabb                    | Pravé křídlo         |
| 2002 | 8    | 240   | Petr Průcha                   | Levé křídlo          |
| 2002 | 9    | 270   | Rob Flynn                     | Pravé křídlo         |
| 2003 | 1    | 12    | Hugh Jessiman                 | Pravé křídlo         |
| 2003 | 2    | 50    | Ivan Baranka                  | Obránce              |
| 2003 | 3    | 75    | Ken Roche                     | Centr                |
| 2003 | 4    | 122   | Corey Potter                  | Obránce              |
| 2003 | 5    | 149   | Nigel Dawes                   | Levé křídlo          |
| 2003 | 6    | 176   | Ivan Dornic                   | Centr                |
| 2003 | 6    | 179   | Philippe Furrer               | Obránce              |
| 2003 | 6    | 180   | Chris Holt                    | Brankář              |
| 2003 | 7    | 209   | Dylan Reese                   | Obránce              |
| 2003 | 8    | 243   | Jan Marek                     | Centr                |
| 2004 | 1    | 6     | Al Montoya                    | Brankář              |
| 2004 | 1    | 19    | Lauri Korpikoski              | Levé křídlo          |
| 2004 | 2    | 36    | Darin Olver                   | Centr                |
| 2004 | 2    | 48    | Dane Byers                    | Levé křídlo          |
| 2004 | 2    | 51    | Bruce Graham                  | Centr                |
| 2004 | 2    | 60    | Brandon Dubinsky              | Centr                |
| 2004 | 3    | 73    | Zdeněk Bahenský               | Pravé křídlo         |
| 2004 | 3    | 80    | Billy Ryan                    | Centr                |
| 2004 | 4    | 127   | Ryan Callahan                 | Pravé křídlo         |
| 2004 | 5    | 135   | Roman Pšurný                  | Pravé křídlo         |
| 2004 | 6    | 169   | Jordan Foote                  | Levé křídlo          |
| 2004 | 8    | 247   | Jonathan Paiement             | Obránce              |
| 2004 | 9    | 266   | Jakub Petružálek              | Pravé křídlo         |
| 2005 | 1    | 12    | Marc Staal                    | Obránce              |
| 2005 | 2    | 40    | Michael Sauer                 | Obránce              |
| 2005 | 2    | 56    | Marc-André Cliche             | Pravé křídlo         |
| 2005 | 3    | 66    | Brodie Dupont                 | Centr                |
| 2005 | 3    | 77    | Dalyn Flatt                   | Obránce              |
| 2005 | 4    | 107   | Tom Pyatt                     | Centr                |
| 2005 | 5    | 147   | Trevor Koverko                | Obránce              |
| 2005 | 6    | 178   | Greg Beller                   | Útočník              |
| 2005 | 7    | 211   | Ryan Russell                  | Centr                |
| 2006 | 1    | 21    | Bob Sanguinetti               | Obránce              |
| 2006 | 2    | 54    | Artěm Anisimov                | Centr                |
| 2006 | 3    | 84    | Ryan Hillier                  | Levé křídlo          |
| 2006 | 4    | 104   | David Květoň                  | Pravé křídlo         |
| 2006 | 5    | 137   | Tomáš Záborský                | Levé křídlo          |
| 2006 | 6    | 174   | Eric Hunter                   | Centr                |
| 2006 | 7    | 204   | Lukáš Zeliska                 | Centr                |
| 2007 | 1    | 17    | Alexej Čerepanov              | Pravé křídlo         |
| 2007 | 2    | 48    | Antoine Lafleur               | Brankář              |
| 2007 | 5    | 138   | Max Campbell                  | Centr                |
| 2007 | 6    | 168   | Carl Hagelin                  | Levé křídlo          |
| 2007 | 7    | 193   | David Skokan                  | Centr                |
| 2007 | 7    | 198   | Danny Hobbs                   | Útočník              |
| 2008 | 1    | 20    | Michael Del Zotto             | Obránce              |
| 2008 | 2    | 51    | Derek Stepan                  | Centr                |
| 2008 | 3    | 75    | Jevgenij Gračev               | Centr                |
| 2008 | 3    | 90    | Tomáš Kundrátek               | Obránce              |
| 2008 | 4    | 111   | Dale Weise                    | Pravé křídlo         |
| 2008 | 5    | 141   | Chris Doyle                   | Centr                |
| 2008 | 6    | 171   | Mitch Gaulton                 | Obránce              |
| 2009 | 1    | 19    | Chris Kreider                 | Centr                |
| 2009 | 2    | 47    | Ethan Werek                   | Centr                |
| 2009 | 3    | 80    | Ryan Bourque                  | Centr                |
| 2009 | 5    | 127   | Roman Horák                   | Centr                |
| 2009 | 5    | 140   | Scott Stajcer                 | Brankář              |
| 2009 | 6    | 170   | Daniel Maggio                 | Obránce              |
| 2009 | 7    | 200   | Michail Pašnin                | Obránce              |
| 2010 | 1    | 10    | Dylan McIlrath                | Obránce              |
| 2010 | 2    | 40    | Christian Thomas              | Pravé křídlo         |
| 2010 | 4    | 100   | Andrew Yogan                  | Centr a levé křídlo  |
| 2010 | 5    | 130   | Jason Wilson                  | Levé křídlo          |
| 2010 | 6    | 157   | Jesper Fasth                  | Pravé křídlo         |
| 2010 | 7    | 190   | Randy McNaught                | Útočník              |
| 2011 | 1    | 15    | J.T. Miller                   | Levé křídlo          |
| 2011 | 3    | 72    | Steven Fogarty                | Centr                |
| 2011 | 4    | 106   | Michael St. Croix             | Centr                |
| 2011 | 5    | 134   | Shane McColgan                | Pravé křídlo         |
| 2011 | 5    | 136   | Samuel Noreau                 | Obránce              |
| 2011 | 6    | 172   | Peter Čerešňák                | Obránce              |
| 2012 | 1    | 28    | Brady Skjei                   | Obránce              |
| 2012 | 2    | 59    | Cristoval Nieves              | Levé křídlo          |
| 2012 | 4    | 119   | Calle Andersson               | Obránce              |
| 2012 | 5    | 142   | Thomas Spelling               | Levé a pravé křídlo  |